# John Wodehouse (1. hrabia Kimberley)
John Wodehouse (ur. 7 stycznia 1826 w Wymondham w hrabstwie Norfolk, zm. 8 kwietnia 1902 w Londynie) – brytyjski arystokrata i polityk, członek Partii Liberalnej, minister w rządach Williama Ewarta Gladstone’a i Archibalda Rosebery’ego.

## Życiorys
Był najstarszym synem Henry’ego Wodehouse’a (syna John Wodehouse) i Anne Gurdon, córki podpułkownika Theophilusa Gurdona. Wykształcenie odebrał w Eton College oraz Christ Church na Uniwersytecie Oksfordzkim. Studia ukończył w 1847 r. W tym samym roku poślubił Florence FitzGibbon.
Po śmierci dziadka w 1846 r. odziedziczył tytuł 3. barona Wodehouse i zasiadł w Izbie Lordów. W 1852 r. został podsekretarzem stanu w Ministerstwie Spraw Zagranicznych. W latach 1856–1858 był nadzwyczajnym wysłannikiem do Rosji. W latach 1859–1861 ponownie był podsekretarzem stanu w MSZ. W 1863 r. wysłano go z misją do Kopenhagi, gdzie miał działać na rzecz pokojowego rozwiązania sportu o Szlezwik-Holsztyn.
W 1864 r. został podsekretarzem stanu w Ministerstwie ds. Indii, ale pod koniec tego roku został Lordem namiestnikiem Irlandii. W 1866 r. otrzymał tytuł 1. hrabiego Kimberley. W tym samym roku upadł liberalny rząd Russella i Kimberley stracił stanowisko. Po powrocie liberałów do władzy w 1868 r. został Lordem Tajnej Pieczęci. W latach 1870–1874 i 1880-1882 był ministrem kolonii. Następnie został Kanclerzem Księstwa Lancaster. W latach 1882–1885, 1886 i 1892-1894 był ministrem ds. Indii. W latach 1892–1894 był ponadto Lordem Przewodniczącym Rady.
Kiedy premierem został w 1894 r. Rosebery, Kimberley otrzymał tekę ministra spraw zagranicznych. Na tym stanowisku podpisał anglo-japoński Traktat o Handlu i Żegludze (1894). Stanowisko to utracił po wyborczej porażce liberałów w 1895 r. W latach 1891–1894 i 1896-1902 był liderem Partii Liberalnej w Izbie Lordów. W 1899 r. został kanclerzem Uniwersytetu Londyńskiego. Zmarł w 1902 r.
Na jego cześć nazwano miasto Kimberley w Południowej Afryce.

## Życie prywatne
16 sierpnia 1847 r. poślubił Florence FitzGibbon (1825 – 4 maja 1895), córkę Richarda FitzGibbona, i Diany Woodcock, córki Charlesa Woodcocka. John i Florence mieli razem dwóch synów i córkę:
- John Wodehouse (10 grudnia 1848 – 7 stycznia 1932), 2. hrabia Kimberley
- Alice Wodehouse (17 grudnia 1850 – 8 stycznia 1937), żona Husseya Packe’a, miała dzieci
- Armine Wodehouse (24 września 1860 – 1 maja 1901), ożenił się z Eleanor Arnold, miał dzieci